# Chinea

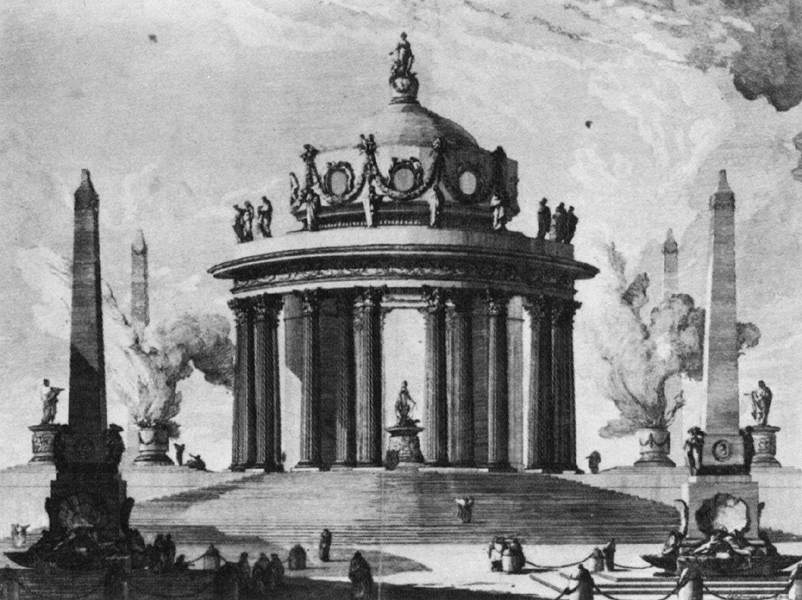
Venus-Tempel – Kupferstich zum Chinea-Fest in Rom 1747 von Louis Joseph Le Lorrain

Kupferstich zum Chinea-Fest in Rom am 29. Juni 1785 mit Bauten für das Feuerwerk

Die Chinèa (italienisch auch acchinèa) war ein Tribut, der von den Königen von Neapel als Vasallen des Papstes zum Zeichen ihrer Treue an die Päpste zu zahlen war. Der Tribut wurde vermutlich erstmals im Jahre 1059 vom normannischen Herrscher in Süditalien Robert Guiskard entrichtet.
Die eigentliche Chinea-Zeremonie wurde 1265 unter Karl I. von Anjou und Papst Clemens IV. begründet und dauerte bis 1788 in zeremonieller Form und danach noch als Geldverpflichtung bis 1855.

## Zeremonie und Chinea-Fest
Das Chinea-Fest (ital. Festa della Chinea) erreichte seine größte Bedeutung von 1550 bis 1776.
Die Zeremonie umfasste die Übergabe eines elegant eingekleideten weißen Pferdes an den Papst im Petersdom und seit dem Ende des 17. Jahrhunderts eines Äquivalents von 7.000 Dukaten in Silber.
Das Fest fand jährlich am 29. Juni, dem Fest der Apostel Petrus und Paulus, statt und war von aufwendigen Feierlichkeiten in Rom begleitet.
Die Überbringung des Tributs erfolgte immer durch einen neapolitanischen Adligen, im Laufe der Jahre waren das Mitglieder der Familien Colonna, Sanseverino und Carafa.
Das Chinea-Fest wurde mit großen temporären Bauten, die während der Feiern zu Ehren des Papstes in der Stadt Rom errichtet wurden, gefeiert.
Der Name Chinea ist vermutlich vom französischen Wort „haquennée“ für eine spezielle Pferderasse abgeleitet, auch als Hackney-Pferd bekannt.
Im Jahre 1776 versuchten König Ferdinand IV. von Neapel und sein Außenminister Bernardo Tanucci sowie der Philosoph Domenico Caràcciolo, wegen des rowdyhaften Verhaltens des Publikums während der Zeremonie, die Tributverpflichtungen zu beseitigen. Aber letztendlich wurde die eigentliche Zeremonie erst 1788 abgeschafft, während der Tribut in Form einer Geldzahlung beibehalten wurde. Im Jahre 1855 unter Papst Pius IX. wurden die Tributzahlungen ganz aufgehoben, weil König Ferdinand II. vom Königreich beider Sizilien 10.000 Scudi für die Errichtung der Säule der Unbefleckten Empfängnis auf der Piazza di Spagna in Rom gezahlt hatte.

## Bauten und künstlerische Darstellungen
Das Chinea-Fest wurde von zahlreichen Künstlern durch temporäre Bauten und bildliche Darstellungen gestaltet.
Im Kupferstichkabinett der Staatlichen Kunstsammlungen Dresden existieren Radierungen und Kupferstiche zum Chinea-Fest in Rom von verschiedenen Künstlern, u. a. von Giuseppe Vasi (1710–1782), Alessandro Specchi (1668–1729), Giovanni Battista Sintes (ca. 1680 – ca. 1760) und Filippo Vasconi (um 1687–1730). Vielfach wird bei den Bauten auch das „weiße Chinea-Pferd“ thematisiert.  Ansichten von Bauten zur „Festa della Chinea“, die auf Kupferstichen festgehalten wurden, sind in der folgenden Liste zusammengestellt:
| Beschreibung des Baus | Jahr | Architekt                                  | Stecher                                         | Bild        |
| --- | ---- | ------------------------------------------ | ----------------------------------------------- | ----------- |
| Janustempel (erste ephemere Architektur im Jahr 1722 auf der Piazza dei Santi Apostoli in Rom) | 1722 | Alessandro Specchi                         | Giovanni Girolamo Frezza (1671 – nach 1748)     |             |
| Triumphbogen für Karl VI. (zweite ephemere Architektur im Jahr 1722 auf der Piazza dei Santi Apostoli in Rom) | 1722 | Alessandro Specchi                         | Giovanni Battista Sintes                        |             |
| Prospetto in veduta della Prima Macchina de Fuochi Artificiali (Feuerwerksbauten, erste ephemere Architektur im Jahr 1723 in Rom)                                                                                                   | 1723 | Alessandro Specchi                         | Giovanni Girolamo Frezza                        |             |
| Prospetto in veduta della Seconda Macchina de Fuochi Artificiali (Feuerwerksbauten, zweite ephemere Architektur im Jahr 1723 auf der Piazza dei Santi Apostoli in Rom)                                                              | 1723 | Alessandro Specchi                         | Giovanni Battista Sintes                        |             |
| Prospetto in veduta della Prima Macchina rappresentante il Tempio della Virtù (Der Tempel der Tugend, erste ephemere Architektur im Jahr 1724 in Rom)                                                                               | 1724 | Alessandro Specchi                         | Francesco Faraone Aquila (um 1676 – 1740 tätig) |             |
| Prospetto in veduta della Seconda Macchina rappresentante il Tempio dell'Onore (Der Tempel der Ehre, zweite ephemere Architektur im Jahr 1724 in Rom)                                                                               | 1724 | Alessandro Specchi                         | Francesco Faraone Aquila                        |             |
| Prospetto in veduta della prima delle due Macchine (Merkur als Friedensbringer, erste ephemere Architektur im Jahr 1725 in Rom) | 1725 | Alessandro Specchi                         | Francesco Faraone Aquila                        |             |
| Prospetto in veduta della seconda Macchina, la quale rappresenta il Typo della Pace, e Concordia (Friede und Eintracht, zweite ephemere Architektur im Jahr 1725 in Rom)                                                            | 1725 | Alessandro Specchi                         | Gasparo Massi (ca. 1698–1731)                   |             |
| Prospetto in veduta della prima Machina de fuochi, che significa Ercole (Herkules und die Hydra, erste ephemere Architektur im Jahr 1726 in Rom)                                                                                    | 1726 | Alessandro Specchi                         | Francesco Faraone Aquila                        |             |
| Prospetto in veduta della seconda Machina, che segnifica il Valore sopra il Cavallo Pegaseo (Die Tapferkeit auf dem Pegasus, zweite ephemere Architektur im Jahr 1726 in Rom)                                                       | 1726 | Alessandro Specchi                         | Francesco Faraone Aquila                        |             |
| Prospetto della prima macchina in veduta col typo della Gloria della Maestà dell'Augustissimo Imperatore (Der Ruhms des Kaisers Augustus, erste ephemere Architektur im Jahr 1727 in Rom)                                           | 1727 | Alessandro Specchi                         | Gasparo Massi                                   |             |
| Prospetto in veduta della seconda Macchina rappresentante il Monte Vesuvio (Der Vesuv, zweite ephemere Architektur im Jahr 1727 in Rom)                                                                                             | 1727 | Alessandro Specchi                         | Andrea Rossi (um 1725/75 tätig)                 |             |
| Prospettiva della Prima Macchina nelle sue parti d'Architettura rilevate rappresentante un’ameno Giardino (Darstellung eines angenehmen Gartens, erste ephemere Architektur im Jahr 1728 in Rom)                                    | 1728 | Gabriele Valvassori (1683–1761)            | Filippo Vasconi                                 |             |
| Prospettiva della seconda Macchina rappresentante il Simbolo della Fortuna Reduce (Darstellung des Glückssymbols, zweite ephemere Architektur im Jahr 1728 in Rom)                                                                  | 1728 | Gabriele Valvassori                        | Filippo Vasconi                                 |             |
| Prospettiva della Prima Macchina dipinta con accordo sul gusto grottesco alla Chinese (Chinesische Grotte, erste ephemere Architektur im Jahr 1729 in Rom)                                                                          | 1729 | Gabriele Valvassori                        | Filippo Vasconi                                 |             |
| Prospettiva della Seconda Macchina de Fuochi d’artificio (Feuerwerksbauten, zweite ephemere Architektur im Jahr 1729 in Rom) | 1729 | Gabriele Valvassori                        | Filippo Vasconi                                 |             |
| Nocte ardet Troia, exurgunt Capitolia Mane Jupiter, aut alter Caesar in Imperio est (Das brennende Troja, zweite ephemere Architektur im Jahr 1730 in Rom)                                                                          | 1730 | Michelangelo Specchi (um 1684 – nach 1750) | Filippo Vasconi                                 |             |
| Prospettiva della seconda Macchina rappresentante la Felicitas publica (Das Gemeinwohl – zweite ephemere Architektur anlässlich der "Festa della Chinea" im Jahr 1739 in Rom)                                                       | 1739 | Michelangelo Specchi                       | Pierre Parrocel (1670–1739)                     |             |
| Temple de Venus, projet pour la fete de la Chinea (Venustempel, ephemere Architektur im Jahr 1747 in Rom), Bibliothèque nationale de France, Paris                                                                                  | 1747 | Louis Joseph Le Lorrain                    |                                                 | (Bild oben) |
| Fortes creantur fortibus (Kräftige stammen von Kräftigen ab, ephemere Architektur anlässlich der Geburt des ersten Sohnes von Karl III. von Spanien und Maria Amalia von Sachsen im Jahr 1748 in Rom)                               | 1748 | Louis Joseph Le Lorrain (1715–1759)        |                                                 |             |
| Prospettiva della prima Macchina de fuochi d'artifizio rappresentante il Tipo della Pace (Der Tempel des Friedens, erste ephemere Architektur im Jahr 1749 in Rom)                                                                  | 1749 | Michelangelo Specchi                       | Miguel de Sorelló (um 1700 – um 1765)           |             |
| Prospettiva della seconda Macchina de fuochi d'artifizio rappresentante un Idea alludente alla nuova scoperta del Teatro di Erculano (Idealansicht des Tempels von Herculaneum, zweite ephemere Architektur im Jahr 1749)           | 1749 | Ennemond Alexandre Petitot (1727–1801)     | Michelangelo Specchi                            |             |
| Prospettiva della prima Macchina de fuochi d’artificio rappresentante in Idea il Molo nuovo al Porto di Napoli (Idealansicht der neuen Mole von Neapel, ephemere Architektur im Jahr 1750 in Rom)                                   | 1750 | Michelangelo Specchi                       | Jérôme Charles Bellicard (1726–1786)            |             |
| Un ponte trionfale ornato con reperti della città di Ercolano (Triumphbogen mit Spolien aus der Stadt Herculaneum, Entwurf für das Chinea-Fest von 1755), Istituto Nazionale per la Grafica, Rome                                   | 1755 | Paolo Posi (1708–1776)                     | Giuseppe Vasi                                   | –           |
| Disegno della seconda macchina rappresentante un luogo di delizia [...], si dispone il volo di un pallone aereostatico (Ort der Freude beim Start eines Luftballons, Entwurf der zweiten ephemeren Architektur im Jahr 1785 in Rom) | 1785 | Giuseppe Palazzi                           | Francesco Barbazza                              | (Bild oben) |